# Penelope Lawrence
Penelope "P.L." Lawrence alias Nelly (Hyde Park, 10 novembre 1856 – Hemel Hempstead (Boxmoor), 3 luglio 1932) è stata una docente britannica, cofondatrice della Roedean School a Brighton con le sue sorellastre, Dorothy Lawrence e Millicent Lawrence..

## Biografia
Penelope Lawrence nacque a Hyde Park, Londra. Sua madre, Charlotte Augusta (nata Bailey), morì entro tre mesi e suo padre, Philip Henry Lawrence, si risposò. Era un rappresentante legale e l'anno successivo si sposò con Margaret Davies. Vivevano a Wimbledon e col tempo avrebbero avuto quattordici figli. Suo padre era oberato di lavoro e nel 1864 si recò con la famiglia a Freiberg e poi a Versailles da dove tornò a lavorare e i bambini rimasero lì per imparare il francese. Ritornarono a Wimbledon nel 1865.
Il padre decise di costruire una nuova casa a Wimbledon mentre lui diventava avvocato. Penelope aveva frequentato le scuole in Inghilterra e Francia e ora andò con la sua famiglia in Germania dove apprese l'approccio di Fröbel all'istruzione. Mentre veniva costruita la nuova casa, le sorelle frequentavano le scuole diurne a Dresda e Gotha. Nel 1873 fu costruita la nuova casa e Dorothy andò a completare i suoi studi al Newnham College. Una delle sue amiche era Alix von Cotta che avrebbe trasformato l'istruzione in Germania.

## Problemi finanziari

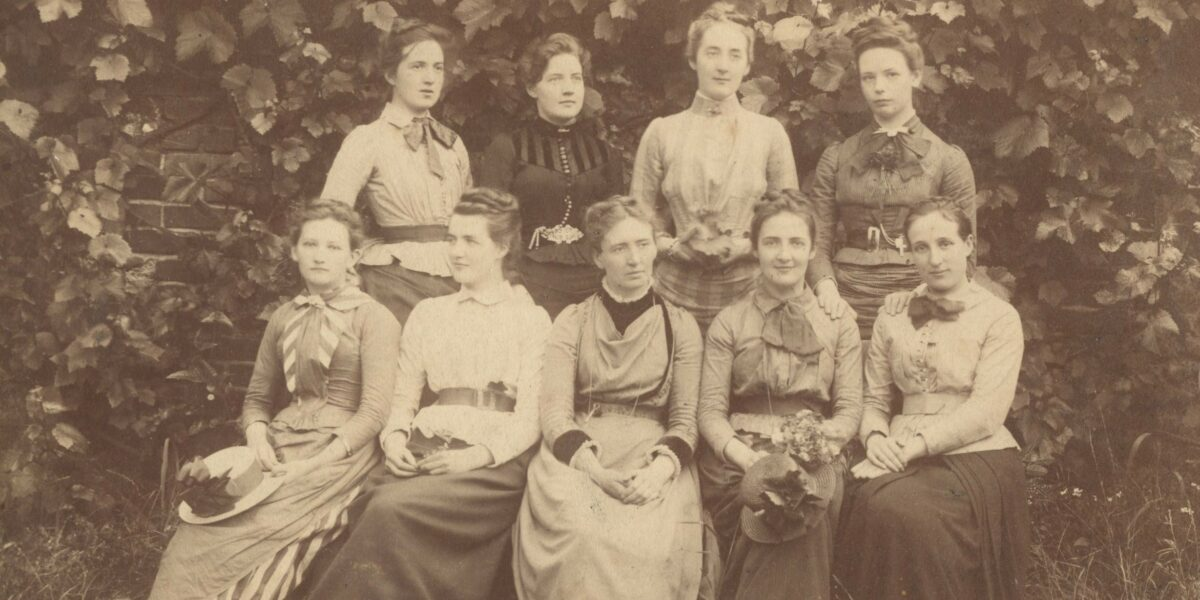
Lo staff della Wimbledon House nel 1888, comprese le sorelle Lawrence, fondatrici e Sylvia Lawrence, la maestra d'arte originale

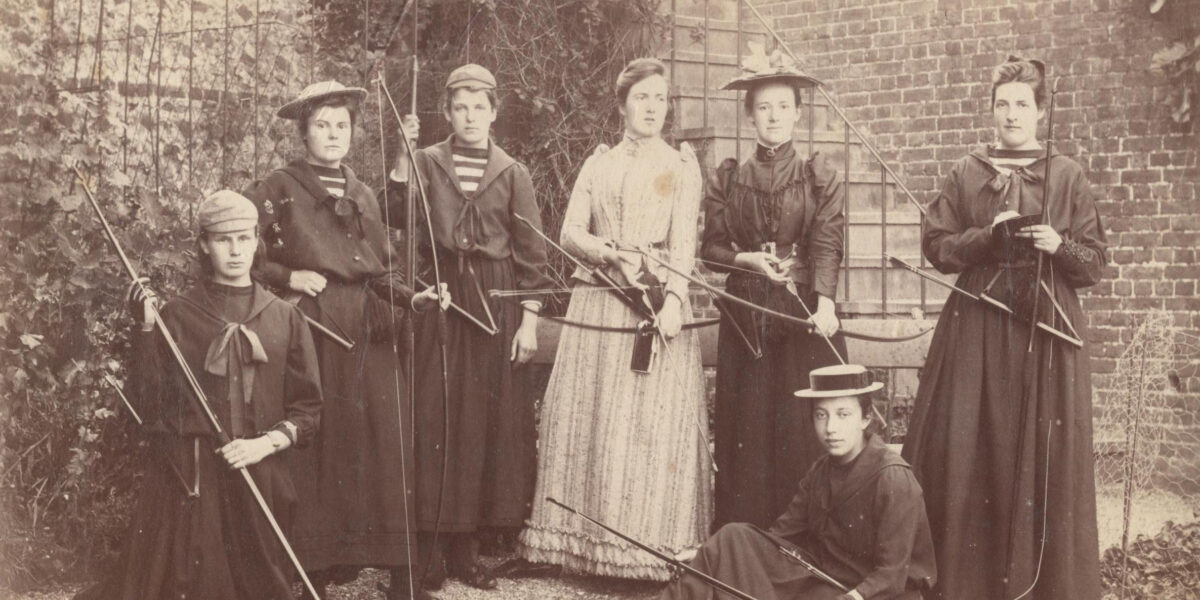
Tiro con l'arco nel 1890: Millicent Lawrence è la figura centrale

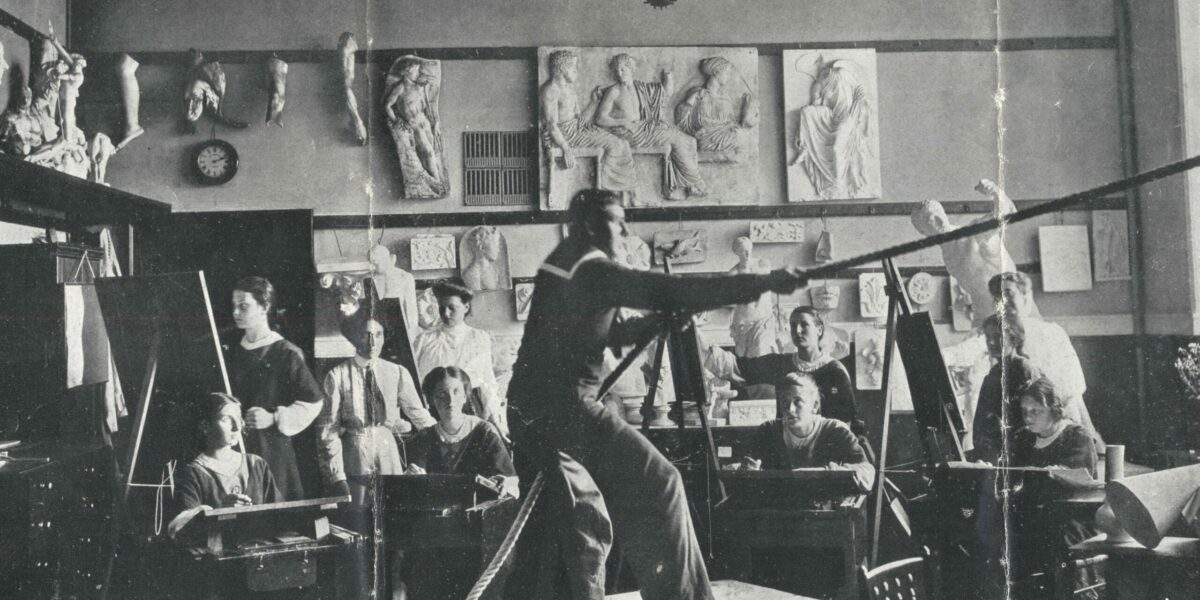
Corso d'arte alla Roedean School nel 1907

In 1895 new premises were required and it was planned to build near Rottingdean. The family got behind the idea and their brother Paul invested £50 from his new job as a barrister. The new school was constructed between 1877 and 1879 and the growth to what was called Roedean was a step change. The new school was run on stricter lines more like a traditional boys school and each of the sisters took responsibility for a house. There was a triumpherate but Dorothy was the lead.
Nel frattempo le finanze di suo padre stavano peggiorando, la nuova casa era ipotecata e non c'erano soldi per mandare le sue sorelle a Newnham. Dorothy andò al Bedford College e Penelope pagò la sua sorellastra Millicent per frequentare la formazione per insegnanti al Maria Gray College. Nel 1881 Penelope succedette a Caroline Bishop nella gestione dell'asilo a Tavistock Place. La Bishop si era formata ulteriormente in Germania. La Lawrence rimase all'asilo fino al 1883.
Il giorno di San Valentino del 1885 Dorothy Lawrence scrisse a Penelope che si trovava a Madeira. Lei e sua sorella Millicent proposero che loro tre aprissero una scuola. Dorothy, Millient e la loro madre gestivano una scuola già da quattro anni ed erano ormai diventate troppo grandi per la casa di famiglia. La nuova scuola aveva sei alunni paganti quando aprì in una casa che avevano affittato a Brighton. La scuola aveva altri quattro alunni ma non pagavano, ma "dieci" era una buona promozione. L'idea ebbe successo e la scuola si trasferì a Sussex Square e si chiamò Wimbledon House. Cinque delle sorelle Lawrence erano ora impiegate nell'insegnamento dove si diceva che gli studenti facessero due o tre ore di esercizio ogni giorno.
Millicent Lawrence insegnava tiro con l'arco e Christabel Lawrence insegnava giochi nella scuola negli anni '90 dell'Ottocento. È stata un membro fondatore della Ladies Hockey Association e un membro a vita della All England Women's Hockey Association. Sposò lo scrittore della marina Leslie Cope Cornford.
Nel 1895 furono necessari nuovi locali e si prevedeva di costruire vicino a Rottingdean. La famiglia appoggiò l'idea e il fratello Paul investì 50 sterline dal suo nuovo lavoro come avvocato. La nuova scuola fu costruita tra il 1877 e il 1879 e l'ampliamento fino a diventare quella che venne chiamata Roedean fu un cambiamento radicale. La nuova scuola era gestita secondo linee più rigorose, più simili a una tradizionale scuola maschile e ciascuna delle sorelle si assumeva la responsabilità di una casa. Fu un trionfo ma Dorothy era la protagonista.

## Anni successivi
Nel 1903 la sua sorellastra più giovane, Theresa Lawrence fondò una scuola per le figlie di dirigenti coinvolti nell'estrazione dell'oro in Sudafrica. Questa scuola esiste ancora e si chiama Roedean School (Sudafrica). Theresa era stata una dei primi quattro bambini a cui Penelope aveva insegnato alla Wimbledon School quando questa era stata fondata.
Nel 1924 le tre sorelle fondatrici si ritirarono e Penelope decise chi avrebbe dovuto sostituirle e cercò Emmeline Mary Tanner per prendere il posto. La Tanner, scelta da Penelope, continuerà a guidare la scuola Roedean per il resto della sua carriera.
Penelope Lawrence morì nella sua casa a Boxmoor nel 1932. Un autobus di Brighton e Hove si chiama Lawrence Sisters.